# اس‌ام یوبی-۸۸
اس‌ام یوبی-۸۸ (به انگلیسی: SM UB-88) یک زیردریایی بود که طول آن ۵۵٫۵۲ متر (۱۸۲٫۲ فوت) بود. این زیردریایی در سال ۱۹۱۷ ساخته شد.